# Heliomaster
A Heliodoxa  a madarak osztályának sarlósfecske-alakúak (Apodiformes)  rendjébe és a kolibrifélék (Trochilidae) családjába tartozó nem.

## Rendszerezés
A nembe az alábbi 4 faj tartozik:
- Heliomaster constantii
- hosszúcsőrű bíborbegy (Heliomaster longirostris)
- pikkelyes bíborbegy (Heliomaster squamosus)
- Heliomaster furcifer